# Oberdorf NW
| NW ist das Kürzel für den Kanton Nidwalden in der Schweiz. Es wird verwendet, um Verwechslungen mit anderen Einträgen des Namens Oberdorf zu vermeiden. |

Oberdorf ist eine politische Gemeinde des Kantons Nidwalden in der Schweiz.

## Geographie

Historisches Luftbild von Werner Friedli von 1956

Oberdorf setzt sich aus den drei Ortsteilen Oberdorf (oberer Teil des Kantonshauptortes Stans), dem Weiler Büren und dem Bergdorf Niederrickenbach zusammen und liegt am Eingang des Engelbergertals. Das Gebiet der Gemeinde erstreckt sich von der fruchtbaren Ebene des Stanser Bodens bis in die hochalpinen Weiden und Alpen am Brisen. Zu Oberdorf gehört auch die Südwestflanke des Buochserhorns (1806 m ü. M.).
Vom gesamten Gemeindegebiet sind nur 6,7 % Siedlungsfläche. Einen grossen Teil des Gemeindeareals bedecken mit 38,3 % Anteil Gehölz und Wald. Eine noch grössere Fläche von 53,0 % wird landwirtschaftlich genutzt. Bloss 1,9 % sind unproduktive Flächen.

## Bevölkerung

### Ortschaften
Oberdorf hat sich vor allem in den letzten 30 Jahren stark verändert. Bis dahin bestand die Bevölkerung praktisch ausschliesslich aus Bauern, Handwerkern und einigen Angestellten von militärischen Betrieben. Ab den 1970er Jahren setzte ein starker Bauboom ein, der der Gemeinde eine starke Zuwanderung und neue, verstreute Wohnquartiere einbrachte. In Oberdorf waren das vor allem grossflächige Überbauungen, die sich um das Gebiet Wil bildeten. Weil der Ortsteil Oberdorf früher fast nur aus Bauernbetrieben bestand, besitzt er keinen eigentlichen Ortskern. Der Gemeinderat bemühte sich in den letzten Jahren, aus den verstreuten Siedlungen ein Dorfzentrum zu bilden.
In Büren entstanden vor allem mittlere und kleinere Bauten. Das Zentrum des Dorfes bilden die Kirche und das Schulhaus.
Das autofreie, abgelegene und am besten mit einer Seilbahn erreichbare Niederrickenbach dagegen musste in den letzten Jahren gegen die Abwanderung kämpfen. Da die Arbeitsplätze fast nur in der Land- und Alpwirtschaft bestehen und die Geburtenrate sinkt, bleiben immer weniger junge Leute in diesem Wallfahrtsdörfchen. Das Zentrum liegt hier rund um das Benediktinerinnenkloster.

### Bevölkerungsentwicklung
Die Einwohnerzahl wuchs von 1850 bis 1860 um 8,9 %. Trotz eines hohen Geburtenüberschusses sank sie danach während mehrerer Jahrzehnte (1860–1888: −5,5 %). Abwanderung in mehr industrialisierte Gemeinden war der Hauptgrund dafür. Nach einem kurzen Wachstumsschub von 1888 bis 1900 folgte eine jahrzehntelange Phase der Stagnation (1900–1930). In der Zeit von 1930 bis 1960 kam es zu einem mässig schnellen Bevölkerungsanstieg (1930–1960: +25,9 %). Seither wächst die Bevölkerung rasant. Innerhalb eines halben Jahrhunderts verdoppelte sie sich (1960–2010: +103,9 %). Seit 2010 hat sich das Bevölkerungswachstum verlangsamt. Gründe für das schnelle Wachstum waren die Verbesserung des Angebots des Öffentlichen Verkehrs und vor allem der Bau der A2. Die Gemeinde wurde wegen ihrer Nähe zum Nidwaldner Hauptort Stans und der günstigen Baulandpreise auch für Pendler attraktiv.
Bevölkerungsentwicklung von Oberdorf seit 1850 Quelle: Volkszählungen (1850–2000 Eidgenössische), Bundesamt für Statistik (ab 2010)

### Sprachen
Die Bevölkerung spricht eine hochalemannische Mundart. Nidwaldnerdeutsch wird noch häufig gesprochen. Fast die gesamte Einwohnerschaft spricht als tägliche Umgangssprache deutsch. Bei der letzten Volkszählung im Jahr 2000 gaben 95,2 % Deutsch, 0,8 % Albanisch und 0,7 % Englisch als Hauptsprache an.

### Religionen – Konfessionen
Die Bevölkerung war bis vor wenigen Jahrzehnten fast vollumfänglich Mitglied der römisch-katholischen Kirche. Die Konfessionsverhältnisse im Jahr 2000 lassen trotz Durchmischung immer noch die ursprüngliche Struktur erkennen. 2'369 Personen waren katholisch (82,49 %). Daneben gab es 8,15 % protestantische und 0,80 % andere Christen, 1,15 % Muslime und 3,86 % Konfessionslose. 101 Personen (3,52 %) machten keine Angaben zu ihrem Glaubensbekenntnis. 

### Herkunft – Nationalität
Von den 3068 Bewohnern Ende 2021 waren 2814 (91,72 %) Schweizer Staatsangehörige. Die Zugewanderten stammen mehrheitlich aus Mitteleuropa (Deutschland 68 Personen), aus Südeuropa (Portugal 56 und Italien 16 Personen) und dem ehemaligen Jugoslawien (Kosovo/Kosova 18 und Bosnien-Herzegowina 11 Personen). Bei der Volkszählung 2000 waren 2'731 Personen (95,09 %) Schweizer Bürger; davon besassen 98 Personen eine doppelte Staatsbürgerschaft.

### Altersstruktur
Die Gemeinde zählt einen hohen Anteil an Leuten mittleren Alters. Während der Anteil der Personen unter zwanzig Jahren 20,99 % der Ortsbevölkerung ausmacht, sind 20,18 % Senioren (65 Jahre und älter). Die grösste Altersgruppe stellen mittlerweile die Personen zwischen 45 und 59 Jahren. Im Jahr 2000 war es noch die Altersgruppe von 30 bis 44 Jahren. Grund dafür ist die Alterung der Generation der Babyboomer (Jahrgänge bis 1965). Auf 100 Leute im arbeitsfähigen Alter (20–64 Jahre; 1805 Personen) entfallen 36 Junge (644 Personen) und 34 Menschen (619 Personen) im Pensionsalter.
Bei der letzten Volkszählung im Jahr 2000 ergab sich folgende Altersstruktur:
| Alter  | 0–6 Jahre | 7–15 Jahre | 16–19 Jahre | 20–29 Jahre | 30–44 Jahre | 45–59 Jahre | 60–79 Jahre | 80 Jahre und mehr |
| Anzahl | 258       | 399        | 172         | 363         | 707         | 577         | 341         | 55                |
| Anteil | 8,98 %    | 13,89 %    | 5,99 %      | 12,63 %     | 24,62 %     | 20,09 %     | 11,87 %     | 1,92 %            |

Die aktuelle Altersverteilung zeigt folgende Tabelle:
| Alter                                                             | 0–6 Jahre | 7–15 Jahre | 16–19 Jahre | 20–29 Jahre | 30–44 Jahre | 45–59 Jahre | 60–79 Jahre | 80 Jahre und älter |
| Anzahl                                                            | 205       | 298        | 141         | 333         | 547         | 722         | 666         | 156                |
| Anteil                                                            | 6,68 %    | 9,71 %     | 4,60 %      | 10,85 %     | 17,83 %     | 23,53 %     | 21,71 %     | 5,08 %             |
| Quelle: Bundesamt für Statistik, Bevölkerung nach Alter Ende 2021 |           |            |             |             |             |             |             |                    |

## Wirtschaft
Ursprünglich dominierte in Oberdorf die Landwirtschaft. Im 19. Jahrhundert kamen kleine Industriebetriebe dazu. Ein bedeutender Arbeitgeber war bisher auch die Schweizer Armee, die in Wil eine Kaserne betreibt. Diese wurde für die Unterbringung des Kompetenzzentrums Swissint (Kommando Internationale Einsätze der Schweizer Armee) umgebaut und wird heute für die Ausbildung der Swisscoy genutzt. Seit der Reform Armee XXI ist der Standort Oberdorf in Frage gestellt.
In Oberdorf ist die Arbeitslosigkeit tief; die Sozialhilfequote betrug 2019 0,42 %. Im Jahr 2020 waren von 1315 Beschäftigten 867 männlich und 448 weiblich. Eine relative Mehrheit der Beschäftigten arbeitete 2020 in Industrie und Gewerbe (Sektor 2). Danach folgte der Bereich Dienstleistungsunternehmen (Sektor 3). Der lange Zeit dominierende Bereich Landwirtschaft/Forstwirtschaft/Fischerei (Sektor 1) hat nur noch untergeordnete Bedeutung. Die Zahlen für die drei Sektoren sehen wie folgt aus:
| | 1. Sektor | 1. Sektor    | 1. Sektor         | 2. Sektor | 2. Sektor    | 2. Sektor         | 3. Sektor | 3. Sektor    | 3. Sektor         | Total    | Total        | Total             |
| | Betriebe  | Beschäftigte | Vollzeit- stellen | Betriebe  | Beschäftigte | Vollzeit- stellen | Betriebe  | Beschäftigte | Vollzeit- stellen | Betriebe | Beschäftigte | Vollzeit- stellen |
| Anzahl | 58        | 159          | 98                | 37        | 602          | 547               | 114       | 554          | 399               | 209      | 1315         | 1043              |
| Anteil | 27,75 %   | 12,09 %      | 9,40 %            | 17,70 %   | 45,78 %      | 52,44 %           | 54,55 %   | 42,13 %      | 38,26 %           | 100 %    | 100 %        | 100 %             |
| Quelle: Bundesamt für Statistik; Statistik der Unternehmensstruktur STATENT, Arbeitsstätten und Beschäftigte nach Gemeinde und Wirtschaftssektoren |           |              |                   |           |              |                   |           |              |                   |          |              |                   |

Im Jahr 2000 gab es 704 Erwerbstätige in Oberdorf. Davon waren 343 (48,72 %) Einheimische und 361 Zupendelnde. Die Zupendelnden kamen vorwiegend aus der Region; nämlich aus  Stans (18,0 %), Buochs (12,2 %), Wolfenschiessen und Dallenwil (je 11,9 %), Ennetbürgen (8,9 %) und Stansstad (6,6 %). Im gleichen Jahr waren 1'595 Menschen aus Oberdorf erwerbstätig. Somit arbeiteten 1'252 Personen in anderen Gemeinden. In den Nidwaldner Hauptort Stans pendelten 558 Personen (= 44,6 % aller Wegpendelnden), in die Stadt Luzern 134 Personen (10,7 %), nach Buochs 51 Personen (4,1 %), nach Stansstad 39 Personen (3,1 %), nach Kriens 38 Personen (3,0 %), nach Hergiswil 36 Personen (2,9 %), nach Emmen 34 Personen (2,7 %), nach Sarnen 32 Personen (2,6 %), nach Engelberg 30 Personen (2,4 %) und nach Dallenwil und Ennetbürgen je 28 Personen (je 2,2 %). Somit pendelten rund 60 % der Leute innerhalb der Agglomeration Stans, eine starke Minderheit von fast 30 % in die Agglomeration Luzern (Stadt Luzern, Kriens, Hergiswil, Emmen etc.) und eine kleinere Minderheit von 7,5 % in den Kanton Obwalden (Engelberg und die Agglomeration Sarnen).

## Verkehr
Die Gemeinde Oberdorf ist durch den Postautokurs Stansstad (Bahnhof) – Stans (Bahnhof) – Büren (Kirchenplatz) ans Netz des Öffentlichen Verkehrs angeschlossen. Dieser Buskurs ersetzt die 2002 aufgehobenen Haltestellen Oberdorf und Büren der Zentralbahn. Zudem ist die Autobahn A2 in wenigen Minuten erreichbar.

## Söhne und Töchter von Oberdorf
- Josef Bircher (1830–1904), Politiker
- Karl Niederberger (1847–1917), Politiker
- Carl Niederberger (1877–1945), Politiker
- Arnold Odermatt (1925–2021), Polizeifotograf

## Bilder

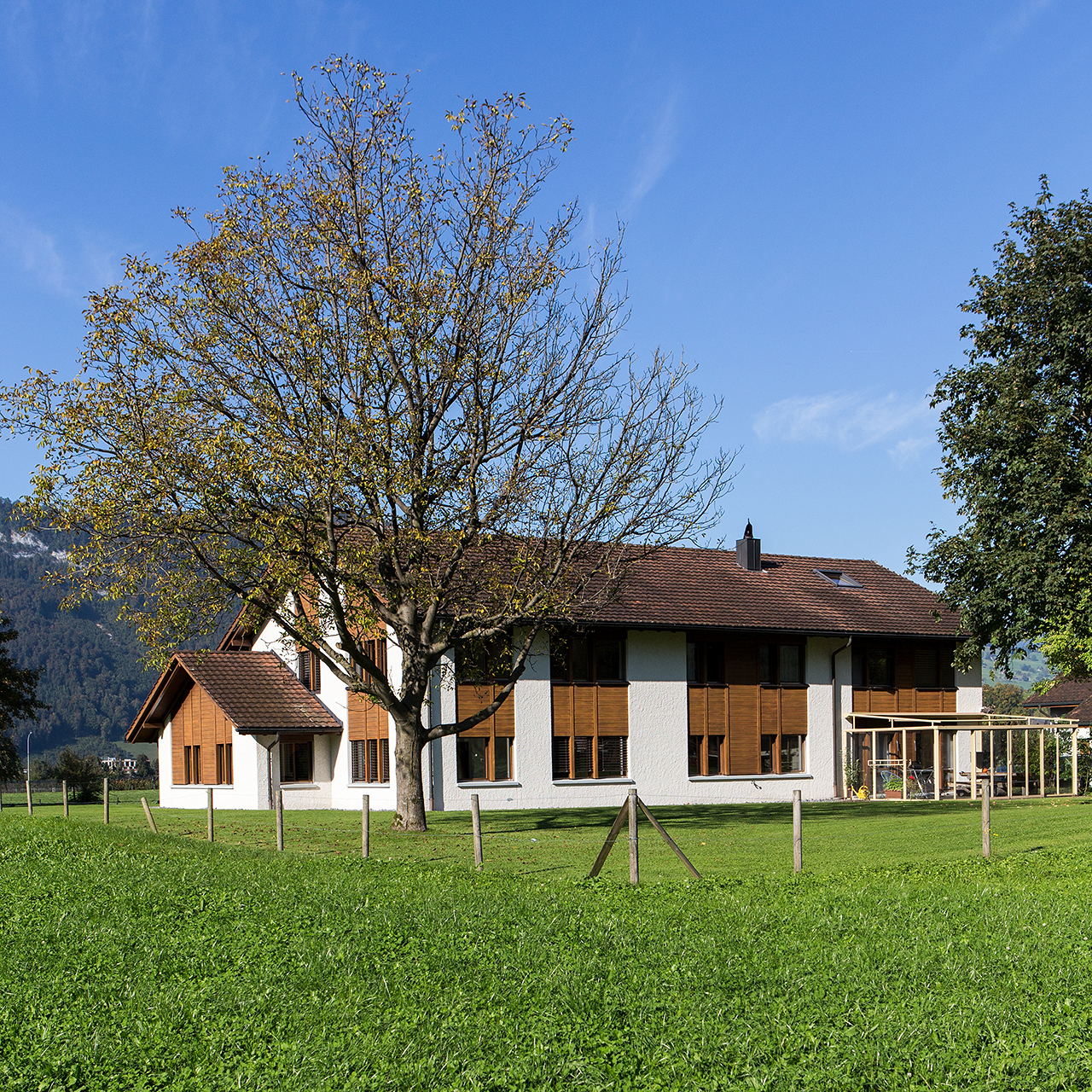
Gemeindeverwaltung
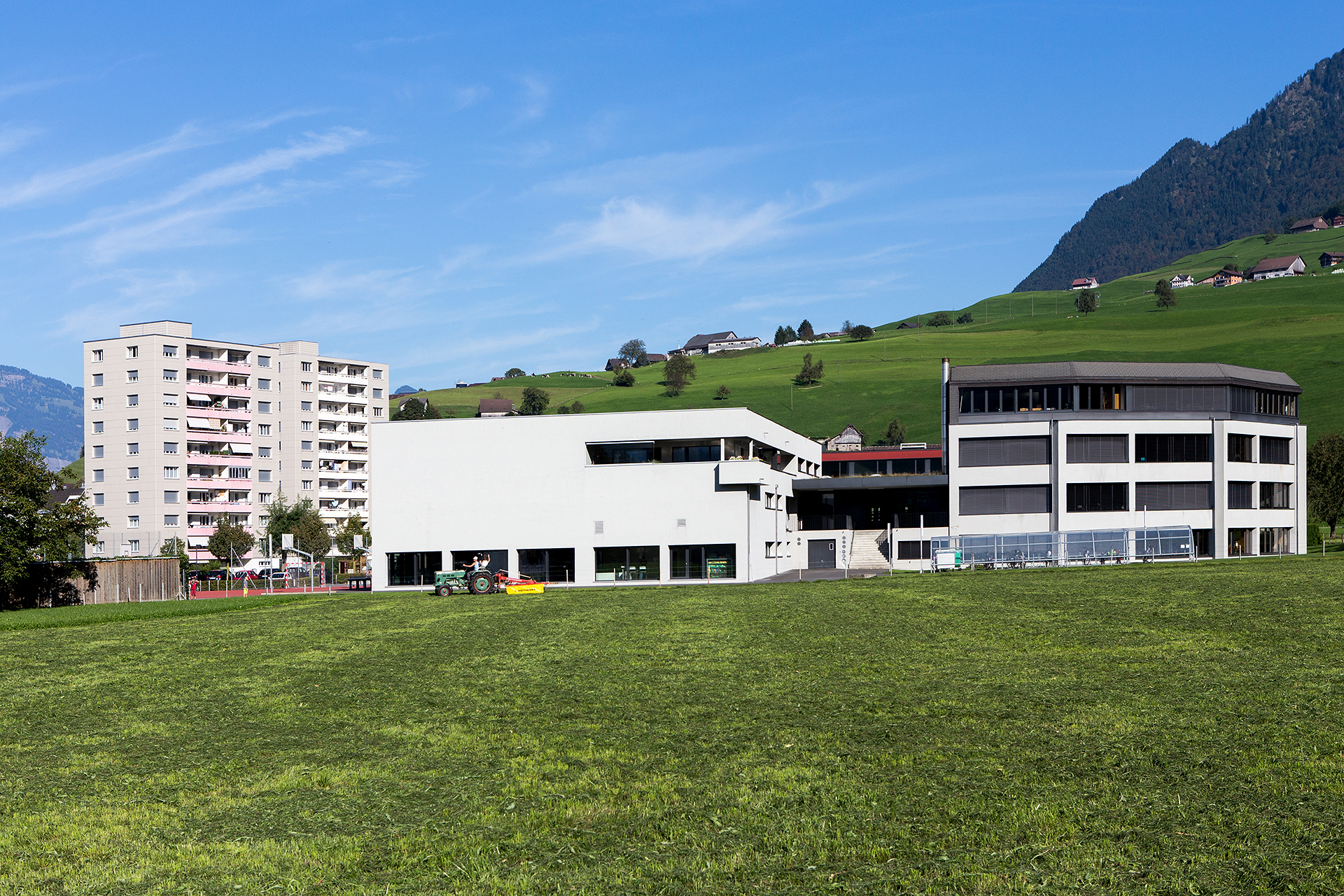
Schulhaus in Oberdorf
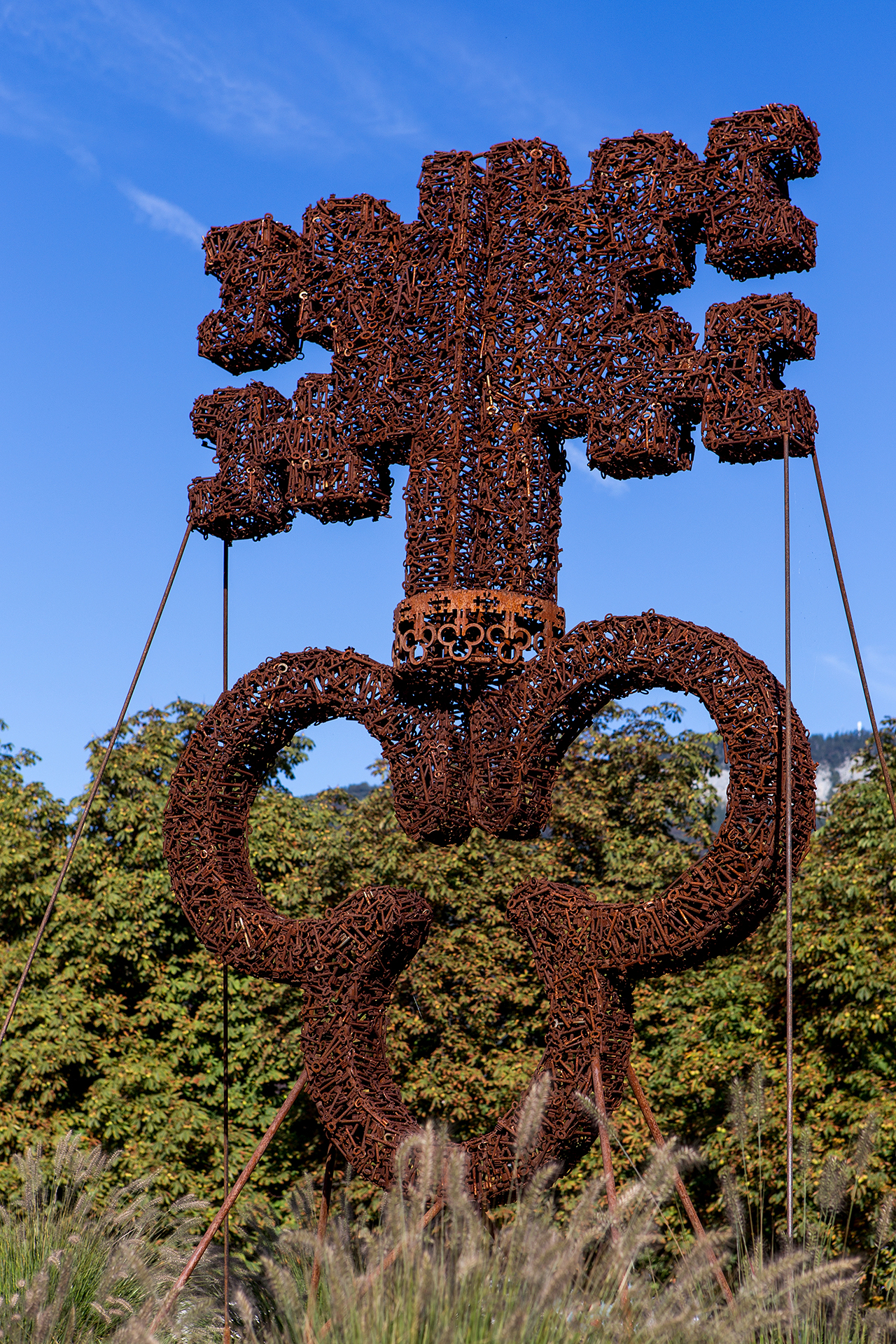
Kreiselfigur in Wil
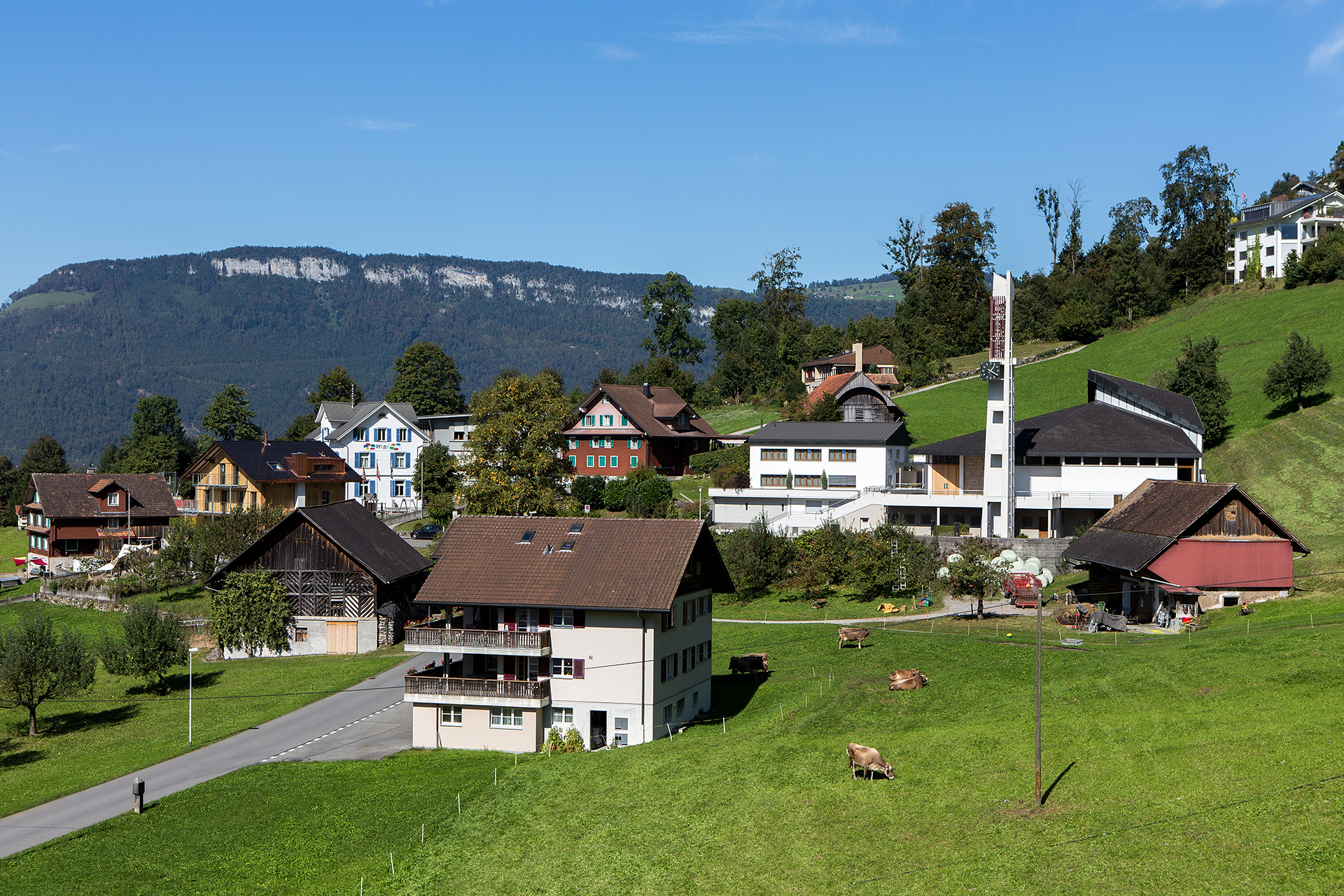
Ortsteil Büren
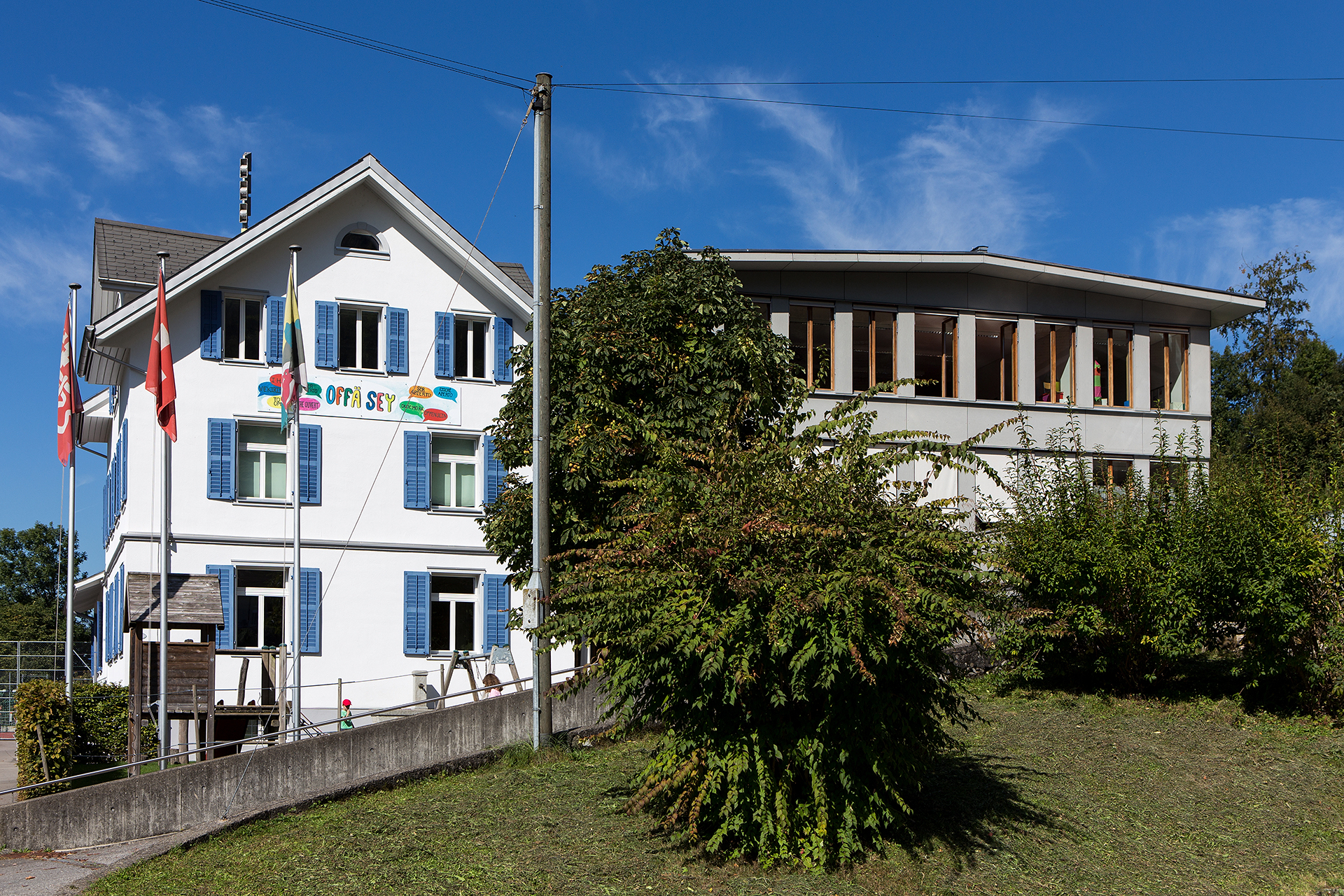
Schulhaus in Büren
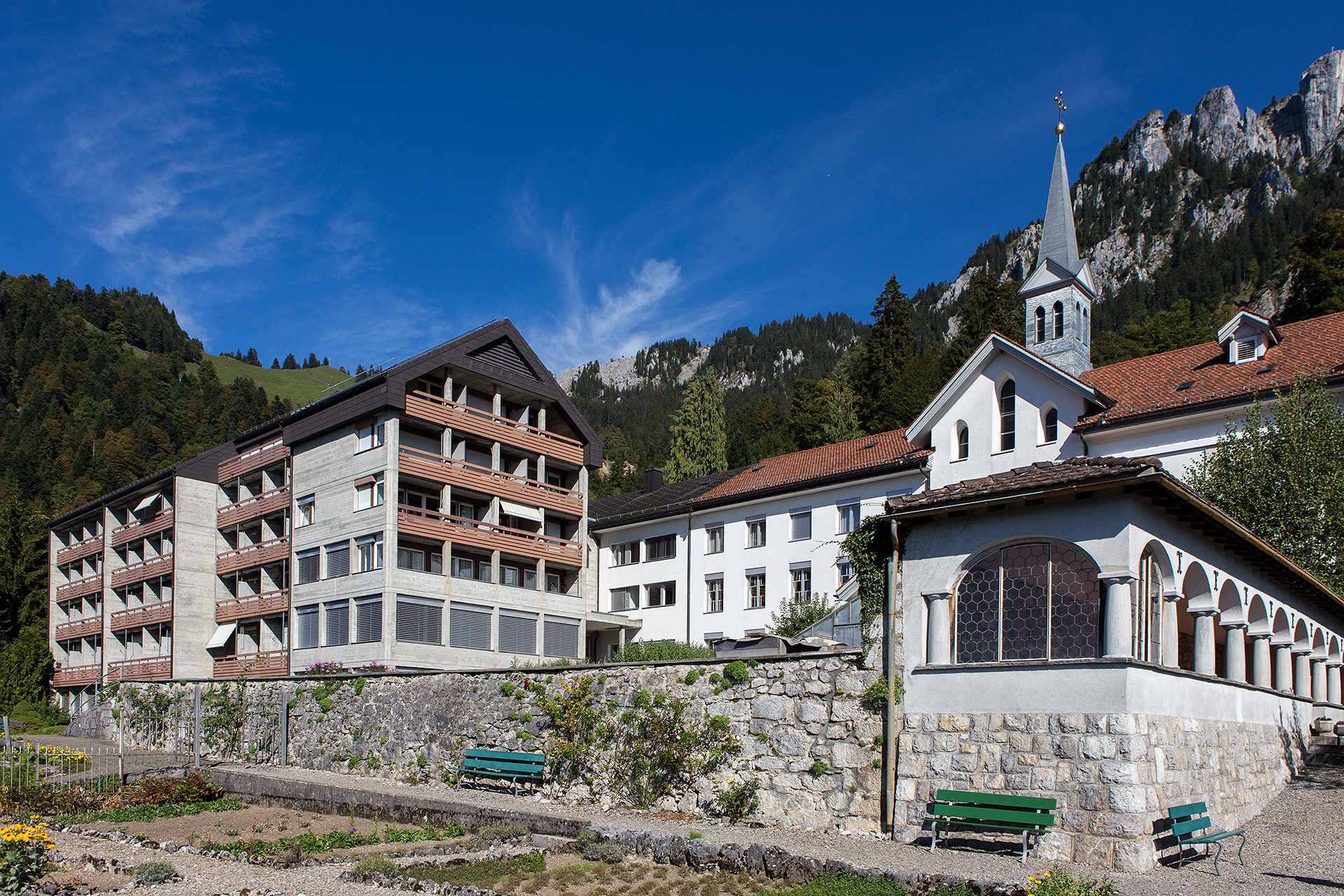
Kloster Maria Rickenbach
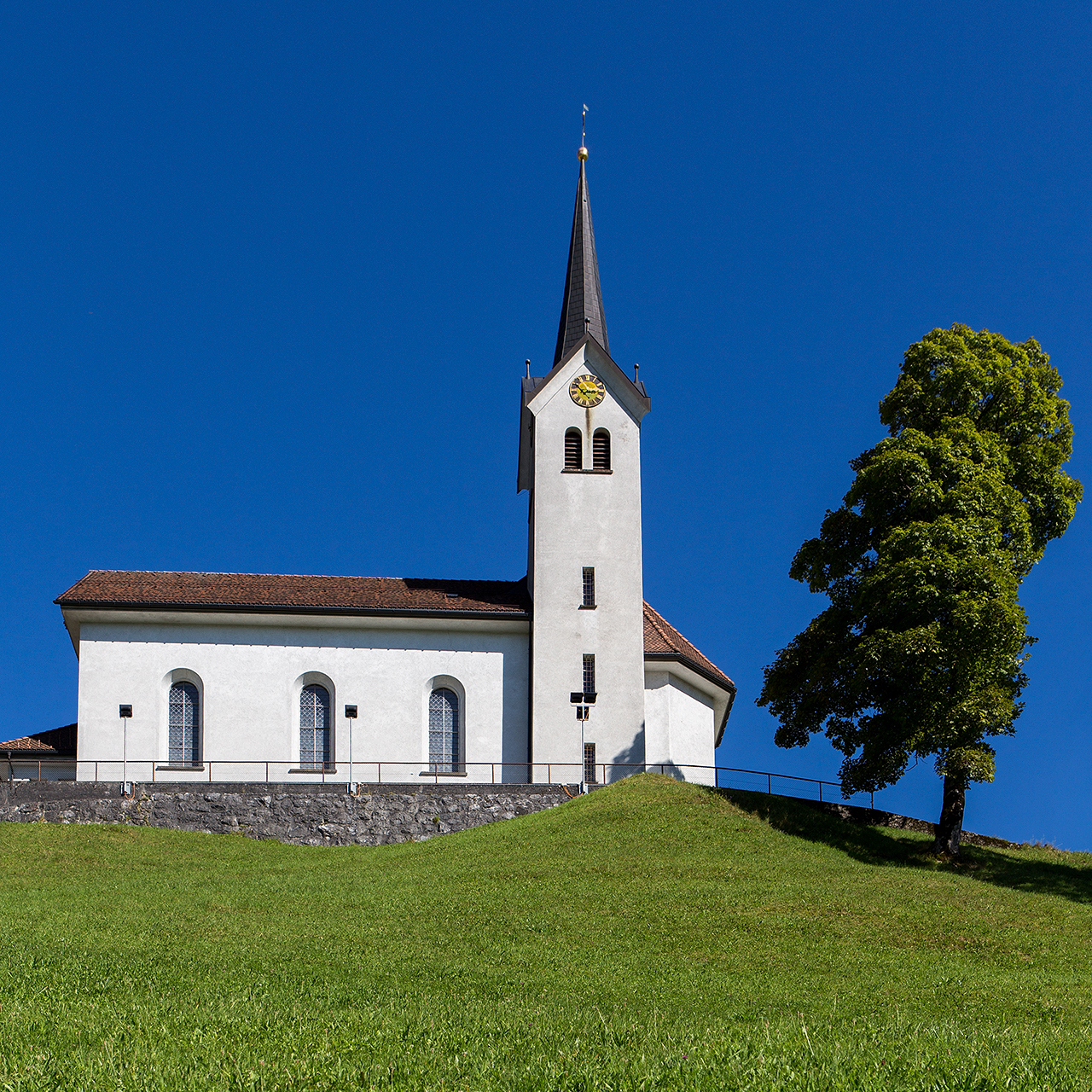
Wallfahrtskirche Maria Rickenbach